# Alice Rohrwacher
Alice Rohrwacher, född 29 december 1981, är en italiensk filmregissör.
Hon är syster till skådespelerskan Alba Rohrwacher.

## Filmografi
- 2011 – Himlakropp
- 2014 – The Wonders
- 2018 – Lycklig som Lazzaro
- 2023 – Chimären